# Pieve di San Martino (Villa di Verzegnis)
La pieve di San Martino è una chiesa sita nella frazione di Villa nel comune di Verzegnis (UD) ed è una delle 11 antiche pievi della Carnia. L'edificio attuale risale al XIII secolo, ristrutturato nel XVIII secolo su progetto di Domenico Schiavi, ed è stato eretto su precedenti costruzioni.

## Galleria d'immagini

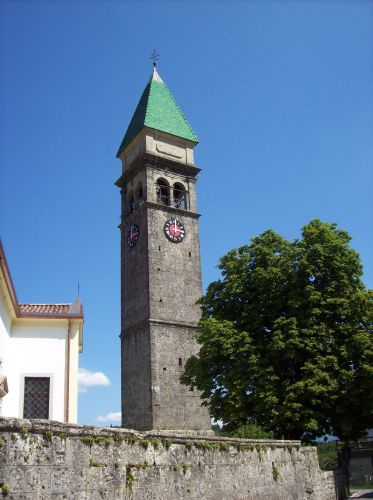
Il campanile
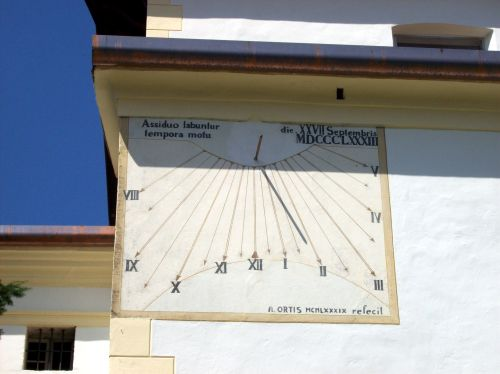
Particolare